# 微绒绣球
微绒绣球（学名：Hydrangea heteromalla），为绣球花科绣球属下的一个植物种。